# مارغريت دي ويت شلمبرغر
مارغريت دي ويت شلمبرغر (بالإنجليزية:  Marguerite de Witt-Schlumberger)‏ (من مواليد 20 يناير 1853- وتُوفيت في 23 أكتوبر 1924) هي ناشطة نسوية فرنسية. كانت رئيسة الاتحاد الفرنسي لحق المرأة في الاقتراع. ومُنحت وسام جوقة الشرف الفرنسي في عام 1920 لمشاركتها النشطة وخدماتها للحكومة.